# Giuseppe Checcherini
Giuseppe Checcherini (Firenze, 1777 – Napoli, 19 settembre 1840) è stato un librettista italiano.

## Biografia
Lavorò a Roma per il Teatro Valle, poi passò a Napoli al Teatro Nuovo come direttore di scena, scrivendo occasionalmente libretti.

## Libretti
- Il matrimonio per lettera di cambio, burletta per musica in due atti per Carlo Coccia, Roma, Teatro Valle, 14 novembre 1807
- La vedova bizzarra, burletta in due atti per Pasquale Sogner, Livorno, Teatro Carlo Lodovico, 16 maggio 1809
- Misantropia e pentimento, opera semiseria in due atti per Carlo Conti, Napoli, Teatro Nuovo, 4 febbraio 1823
- Il trionfo della giustizia, opera in due atti per Carlo Conti, Napoli, Teatro Nuovo, inverno 1823
- Federico II, re di Prussia per Giuseppe Mosca, Napoli, Teatro San Carlo, inverno 1824
- Il morto in apparenza, melodramma in due atti per Pietro Raimondi, Napoli, Teatro Nuovo, estate 1825
- Il finto feudatario, melodramma in due atti per Pietro Raimondi, Napoli, Teatro Nuovo, 18 maggio 1826
- La lucerna di Epitteto, opera semiseria in due atti per Luigi Ricci, Napoli, Teatro Nuovo, carnevale 1827
- L'eremitaggio di Liwerpool, opera semiseria in due atti (revisione di Emilia di Liverpool del 1824), per Gaetano Donizetti, Napoli, Teatro Nuovo, 8 marzo 1828
- La vita di un giuocatore, azione melodrammatica in tre atti per Pietro Raimondi, Napoli, Teatro Nuovo, 28 dicembre 1831
- Ospitalità e vendetta, melodramma in due atti per Dionigio Pogliani Gagliardi, Napoli, Teatro Nuovo, autunno 1832
- I parenti ridicoli, melodramma in due atti per Pietro Raimondi, Napoli, Teatro Nuovo, primavera 1835